# Tur (obwód smoleński)
Tur (ros. Тур) – wieś (ros. деревня, trb. dieriewnia) w zachodniej Rosji, w osiedlu wiejskim Pieriewołoczskoje rejonu rudniańskiego w obwodzie smoleńskim.

## Geografia
Miejscowość położona jest 4,5 km od granicy z Białorusią, przy drodze regionalnej 66N-1635 (66N-1613 – Tur), 3 km od drogi regionalnej 66N-1613 (Krugłowka / R120 – Mogilno – Odrino), 11 km od drogi federalnej R120 (Orzeł – Briańsk – Smoleńsk – granica z Białorusią), 7,5 km od najbliższego przystanku kolejowego (462 km), 18,5 km od centrum administracyjnego osiedla wiejskiego (Pieriewołoczje), 12,5 km od centrum administracyjnego rejonu (Rudnia), 74 km od Smoleńska.
W granicach miejscowości znajdują się ulice: Centralnaja, Klukwiennaja, Klukwiennyj pierieułok, Lesnaja, Polewaja, Sadowaja, Tienistaja.

## Demografia
W 2010 r. miejscowość zamieszkiwały 42 osoby.

## Historia
W czasie II wojny światowej od lipca 1941 roku wieś była okupowana przez hitlerowców. Wyzwolenie nastąpiło w październiku 1943 roku.
Uchwałą z dnia 20 grudnia 2018 roku w skład jednostki administracyjnej Pieriewołoczskoje weszły wszystkie miejscowości (w tym Tur) zlikwidowanego osiedla wiejskiego Krugłowskoje.